# Landsretten for England og Wales
Landsretten for England og Wales (High Court of Justice of England and Wales) er en domstol for civile sager i England og Wales. Domstolen har sæde i Royal Courts of Justice i London, men har lokale kontorer over hele England og Wales.

## Afdelinger
Domstolen er delt i tre afdelinger: Queen's Bench Division (under en mandlig monark kaldes afdelingen King's Bench Division), Chancery Division og Family Division.

## Appelsager
Sager fra Queen's Bench Division kan appelleres direkte til Højesteret, mens sager fra de to andre afdelinger kan appelleres til Appeldomstolen for England og Wales.  

## Kriminalsager
Straffesager på samme niveau behandles af Crown Court.